# Canal Príncipe Gustavo
El canal Príncipe Gustavo (en inglés: Prince Gustav Channel) es un cuerpo de agua de 130 km de largo y de 6 a 24 km de ancho, que separa el grupo de la isla James Ross de la península Trinidad, que es el extremo nordeste de la península Antártica.
Recibió su nombre en 1903 por el príncipe Gustavo de Suecia (posteriormente rey Gustavo V), dado por Otto Nordenskiöld durante la Expedición Antártica Sueca.
El canal está limitado al occidente por la península Antártica, entre el cabo Burd (63°39′S 57°09′O / -63.650, -57.150) de la península Tabarín (límite con el golfo Erebus y Terror) y el cabo Longing (64°33′S 58°50′O / -64.550, -58.833) en la península Longing. Al este está limitado por la isla James Ross (desde el cabo Foster a 64°27′S 57°59′O / -64.450, -57.983) y por la isla Vega (desde el cabo Gordon a 63°51′S 57°03′O / -63.850, -57.050), separadas por el estrecho Herbert que comunica el canal Príncipe Gustavo con el mar de Weddell. Entre las islas internas del canal se hallan: Águila, Roja, Beak (o Pico), Cola (o Tail). Corry, y Huevo. Entre las bahías de la península Antártica destacan la bahía Duse y la bahía Edith o Eyrie.
El 27 de febrero de 1995 el British Antarctic Survey (BAS) reportó que la barrera de hielo Príncipe Gustavo que bloqueaba el canal se había desintegrado. Esta barrera de hielo cubría unos 700 km².
En el área previamente cubierta por la barrera de hielo la profundidad del canal era de 600 a 800 m. Entre febrero y marzo de 2000 los científicos recolectaron sedimentos del fondo oceánico, cuya datación al carbono 14 sugiere que en el período entre 2000 a 5000 años atrás el canal se abría estacionalmente.